# Traian Băsescu
Traian Băsescu (Basarabi, 4 de noviembre de 1951) es un político rumano que se desempeñó como presidente de Rumania desde el 20 de diciembre de 2004 hasta el 21 de diciembre de 2014.
El 6 de julio de 2012 fue suspendido de sus funciones por el Parlamento rumano hasta que se celebre un referéndum, el 29 de julio, donde serán los ciudadanos quienes decidan destituirlo o no. La propuesta de destitución fue presentada por el primer ministro Victor Ponta, de la coalición de centro izquierda Unión Social Liberal (USL), que ha acusado a Băsescu de abuso de poder, de violar la Constitución y de usurpar el papel de primer ministro y de sus atribuciones, así como despreciar su papel constitucional de mediador entre instituciones. El 27 de agosto, Traian Băsescu redeviene Presidente de Rumania.

## Trasfondo familiar
Traian Băsescu nació en Basarabi, una pequeña ciudad cerca de Constanza, el mayor puerto de Rumanía. La familia de su padre es originaria de Băsești, una ciudad en Maramureș. Uno de sus profesores de instituto recuerda haberle escuchado reivindicar ser miembro de la misma familia que Gheorghe Pop de Băsești, un político rumano que luchó por la unificación de Transilvania con el Reino de Rumanía y fue el presidente de la asamblea de Alba Iulia en 1918, cuando esta unión fue conseguida. Está casado con Maria Băsescu y tiene dos hijas.

## Carrera profesional

### Capitán de barco mercante
Băsescu se graduó en el Instituto Constanţa de la Armada en 1976 y se convirtió en Oficial de Marina de barco mercante con Navrom, la empresa naval del estado de Rumanía. Entre 1981 y 1987 fue capitán del petrolero insignia de Rumanía, el Biruinţa, la mayor nave de la flota rumana. Desde 1989, estuvo a la cabeza en las oficinas de Navrom en Amberes.

### Ministro de Transporte
Después de la caída del comunismo, entró en política como miembro del Frente de Salvación Nacional (FSN) organización de corta vida, por lo tanto se unió al Partido Democrático (PD). Fue elegido presidente del PD en 2001, derrotando a Petre Roman.
Băsescu sirvió como Ministro de Transporte desde 1991 hasta 1992 en el gobierno tecnocrático de Theodor Stolojan, y de nuevo desde noviembre de 1996 hasta junio de 2000 en los gobiernos de Victor Ciorbea, Radu Vasile y Mugur Isărescu.

### Alcalde de Bucarest
En 2000 fue elegido para el cargo de alcalde de Bucarest, ganando la carrera electoral contra el candidato del PDSR, Sorin Oprescu, por un margen muy pequeño (50,69% frente al 49,31 %), a pesar de quedar un 24 % por detrás de él en la primera ronda. Volvió a ser elegido en el cargo en las elecciones de Bucarest en 2004, ganando por un 54,9 % de los votos en la primera ronda; su contrincante Mircea Geoană, del PSD (el partido sucesor del PDSR) recibió solo el 29,7 % de los votos. Se le considera el mejor alcalde de Bucarest desde el terremoto de 1977. Mediante el exterminio a gran escala redujo el número de perros abandonados (conocida como câini comunitari, "perros callejeros") en las calles de la ciudad, de 1.500.000 de perros en 2000 a 25 000 en 2004, reduciendo las mordeduras de perro desde 1500 al día a menos de 200. También gracias a su gobierno se mejoraron los sistemas de agua e iluminación (que se encontraban en muy mal estado); y se consiguió la modernización del transporte público de la ciudad. Fue criticado por no reparar el sistema de carreteras de la ciudad.

### Presidente de Rumanía
El 21 de diciembre del 2004 fue elegido para el cargo de presidente de Rumania.

#### Mociones de censura

##### 2007
Băsescu ha sido sometido a dos mociones de censura desde que iniciara su mandato. La primera moción se produjo en 2007. El Parlamento lo destituyó el 19 de abril de 2007 tras acusarlo de 19 casos de abuso constitucional, tal como ordenar la escucha de las llamadas de los ministros o tratar de usurpar el control del Gobierno al primer ministro, entre otras acusaciones. La Corte Constitucional rumana no apoyó su destitución, al no encontrar pruebas que respaldasen los cargos. El 19 de mayo se celebraron comicios para decidir si Băsescu debía continuar al frente de la presidencia. Los resultados le permitieron continuar en el cargo, con un apoyo popular del 74.48 %. Durante el lapso que estuvo apartado del cargo, Nicolae Văcăroiu actuó como presidente interino.

##### 2012
El parlamento lo destituyó por segunda vez el 6 de julio de 2012, accediendo al cargo como interino Crin Antonescu. Nuevamente la Corte Constitucional rumana lo avaló como presidente, e inutilizó el referéndum a pesar del resultado (87,53 % a favor de la destitución). Băsescu volvió al cargo el 22 de agosto de 2012.